# Катастрофа Ил-18 под Братиславой
Катастрофа Ил-18 под Братиславой — крупная авиационная катастрофа, произошедшая 24 ноября 1966 года около аэропорта Братиславы с авиалайнером Ил-18В авиакомпании ТАБСО, выполнявшего плановый рейс LZ101 по маршруту София—Будапешт—Братислава—Прага—Берлин. Погибли все находившиеся на его борту 82 человека — 74 пассажира и 8 членов экипажа.
Это крупнейшая авиакатастрофа в Чехословакии, а также в нынешней Словакии.

## Самолёт
Ил-18В (регистрационный номер HR-BEN, заводской 184007101, серийный 071-01) был выпущен заводом ММЗ «Знамя Труда» в 1964 году. 22 января того же года был передан болгарской авиакомпании ТАБСО (болг. Транспортно-Авиационно Българо-Съветско Общество), где начал эксплуатироваться с 30 марта того же года.

## Экипаж и пассажиры
Состав экипажа рейса LZ101 был таким:
- Командир воздушного судна (КВС) — 41-летний Любомир Тодоров Антонов. Очень опытный пилот, в должности командира Ил-18 — с июля 1962 года. Налетал 11 959 часов, 2002 из них на Ил-18.
- Второй пилот — 36-летний Светомир Димитров Шакаданов. Налетал 5979 часов, 768 из них на Ил-18.
- Штурман — 39-летний Слави Стефанов Томаков.
- Бортмеханик — 42-летний Стоян Тодоров Рангелов. Налетал 3602 часа.
- Бортрадист — 36-летний Никола Александров Тасев. Налетал 3160 часов.

В салоне самолёта работали 3 бортпроводницы:
- Мария Иванова Иванова.
- Светла Георгиева — известна также как Светла Маринова, первая жена (поженились за 18 дней до катастрофы) Ивана Славкова[болг.], первого директора болгарского телевидения.
- Виолина Велева Стоичкова.

Всего на борту самолёта находились 74 пассажира из 12 стран. Такое разнообразие объяснялось тем, что большинство из них были гостями на недавно завершившемся IX съезде Болгарской коммунистической партии.
| Национальность | Пассажиры | Экипаж | Всего |
| -------------- | --------- | ------ | ----- |
| Болгария       | 37        | 8      | 45    |
| Венгрия        | 16        | 0      | 16    |
| ГДР            | 5         | 0      | 5     |
| Чехословакия   | 5         | 0      | 5     |
| Бразилия       | 3         | 0      | 3     |
| Чили           | 2         | 0      | 2     |
| Аргентина      | 1         | 0      | 1     |
| Великобритания | 1         | 0      | 1     |
| Гондурас       | 1         | 0      | 1     |
| Тунис          | 1         | 0      | 1     |
| Швейцария      | 1         | 0      | 1     |
| Япония         | 1         | 0      | 1     |
| Итого          | 74        | 8      | 82    |

Среди пассажиров на борту самолёта находились:
- Катя Попова — болгарская оперная певица.
- Вацлав Йирачек — чешский дирижёр.
- Иван Бычваров (болг. Иван Бъчваров) — генерал-полковник, посол Болгарии в ГДР.
- Рамон Амая Амадор — гондурасский писатель и журналист.

## Катастрофа
Ил-18В борт HR-BEN выполнял рейс LZ101 по маршруту София—Будапешт—Прага—Берлин. В 11:46 CET рейс 101 вылетел из Будапештского аэропорта Ферихедь. Далее по плану следовала посадка в Праге, однако аэропорт Праги был закрыт по метеоусловиям, поэтому экипаж в 11:58 осуществил посадку на запасном аэродроме — Братиславе. В 15:30 погода в Праге улучшилась и КВС принял решение о взлёте. При этом метеоролог аэропорта Братислава-Иванка предупредил, что к северо-западу от аэропорта ожидается турбулентность от умеренной до сильной.
В 16:10 авиалайнер был загружен и в 16:20:30 экипажу было дано разрешение выруливать на ВПП либо №04, либо №31 по своему усмотрению. Экипаж выбрал ВПП №31 со взлётом на запад в сторону Малых Карпат. После взлёта рейсу LZ101 предстояло пройти ОПРС (48°17′10″ с. ш. 17°32′50″ в. д.), после чего подняться до эшелона 5100 метров, пройти маяк VOR (48°24′17″ с. ш. 17°32′34″ в. д.), затем выполнить правый разворот на восток к траверзу Брно и после этого уже направиться в Прагу. Между тем, перед болгарским самолётом взлетел Ил-14 авиакомпании ČSA, который уступает Ил-18 в скорости. Для сохранения между ними безопасного интервала по высоте, болгарскому экипажу было дано указание сохранять высоту 300 метров до разрешения на набор высоты.
В 16:28 рейс 101 вылетел из Братиславы. Его полёт контролировал авиадиспетчер Ярослав Вадович (словац. Yaroslav Vadovich). Когда согласно показаниям радара чехословацкий и болгарский самолёты разошлись, он дал указание болгарскому экипажу начинать набор высоты и переключаться на частоту 120,9 МГц для связи с диспетчером подхода. Однако на связь с диспетчером подхода экипаж так и не вышел.
Всего через 2 минуты после взлёта лайнер на высоте 288 метров относительно уровня аэродрома и в 8 километрах от него на скорости около 500 км/ч при работающих на взлётном режиме двигателях врезался в покрытый заснеженным лесом склон холма Сакра (словац. Sakrakopec) в районе Рача близ Братиславы. За 20 секунд самолёт прорубил просеку длиной 562 метра и шириной от 30 метров в начале до 10 метров конце и полностью разрушился, при этом основная масса обломков была расположена в 265 метрах от конца просеки. Вытекшее из баков авиатопливо вспыхнуло, но быстро сгорело из-за высокой площади рассеивания обломков.
Катастрофа произошла близ Братиславы и в популярном у туристов районе, поэтому многие местные жители видели катастрофу. Видели её и диспетчеры, которые позвонили своим коллегам в аэропорту. Однако диспетчер подхода не видел катастрофы ни визуально, ни даже на радаре. Из-за труднодоступности места катастрофы, темноты и плохой погоды, первые спасательные службы прибыли только через 1,5 часа. Среди причин задержки в поисках были слухи, что самолёт использовался для перевозки радиоактивных изотопов. Было найдено 74 тела, при этом медицинская экспертиза показала, что большинство из них погибли от множественных травм в момент удара, а ожоги были получены уже после смерти. Также были предположения, что некоторые из жертв пережили саму катастрофу, но умерли от переохлаждения.
Погибли все 82 человека на борту самолёта. Это крупнейшая авиакатастрофа на территории Чехословакии, а впоследствии Словакии, и в истории болгарской авиации; 12-я в истории катастроф Ил-18.

## Расследование
Расследованием причин катастрофы занималась чехословацкая комиссия, которую возглавлял главный инспектор по авиации Ян Дворжак (чеш. Jan Dvořák). Согласно международному праву, в неё также входили представители ОКБ Ильюшина (изготовитель самолёта), конструкторского бюро имени А. Г. Ивченко (изготовитель двигателей) и болгарская делегация. Делегацию из Болгарии возглавлял председатель Государственной контрольной комиссии и Болгарской коммунистической партии член ЦК Нинко Стефанов, а в состав также входили Генеральный директор ТАБСО Лазар Белухов, авиационный специалист и заместитель министра обороны генерал Август Кабакчиев, следователь государственной безопасности Иван Охридски, главный полицейский патологоанатом Йордан Пейчев и другие лица, которые прибыли в Чехословакию на двух самолётах.
Согласно международному праву, возглавлять расследование следовало болгарам, однако представители Чехословакии обжаловали такое решение, так как Болгария не подписывала положения о допуске иностранных следователей для расследования катастроф в самой Болгарии. Вообще между представителями этих двух стран сложились весьма напряжённые отношения, в том числе болгарских представителей поначалу не допускали к месту катастрофы и к авиадиспетчерам. Болгарская сторона высказала претензии к работе авиадиспетчеров, которые сперва дали разрешение на взлёт чехословацкому же Ил-14, а не более мощному и быстрому Ил-18, а затем не вели должного наблюдения за его полётом. Чехословацкая сторона в свою очередь заявила, что болгарский экипаж плохо знал английский язык и после вылета не повернул направо, как положено по схеме. Также чехословаки обвиняли экипаж в употреблении алкоголя, хотя проведённые позже современные тесты мягких тканей пилотов показали отсутствие алкоголя. Для разрешения чехословацко-болгарского конфликта, который наносил удар по престижу обеих стран, чехословацкий министр транспорта Алоис Индра (чеш. Alois Indra) вынес решение, что если будут виноваты чехословацкие диспетчеры, то будет выплачена компенсация по 20 000 долларов США за погибшего, если болгарский экипаж — по 10 000 левов за погибшего.
Сам факт, что на самолёте находились радиоактивные изотопы, подтвердился 8 декабря. Оказалось, что на борту рейса 101 были два свинцовых контейнера с Йодом-131, но этот изотоп считается безопасным для человека и применяется для медицинских целей, а его перевозка разрешена на коммерческих авиалайнерах.
В окончательном отчёте расследования было указано, что причина катастрофы не может быть определена. Наиболее вероятной причиной стала недостаточная оценка экипажем рельефа местности и влияние турбулентности в районе гор, что в сочетании с высокой скоростью привело к катастрофе.

## Память
В память о катастрофе на месте падения самолёта были посажены 82 берёзы (по числу погибших), которые показывают общую площадь рассеивания обломков. В месте удара самолёта долгие годы стоял деревянный крест, в настоящее время заменённый на каменный.

## Теория заговора
Существует версия, что катастрофа была подстроена первым секретарём ЦК БКП Тодором Живковым с целью устранения своего политического оппонента — генерала Ивана Бычварова, в декабре 1964 года предложившего на пленуме ЦК БКП снять Т. Живкова с руководящих постов.